# 台北國際電子展覽會
台北國際電子展覽會（英語：Taipei International Electronics Show，簡稱TAITRONICS）是一項歷史悠久的電子產業展覽，由中華民國對外貿易發展協會與台灣區電機電子工業同業公會合辦，於1974年開辦，並自2006年起，先後加入泰國與印度的海外巡迴展。
2005年前，電子展分成秋季與春季進行，1998年至2004年，秋季展另外分割成零組件與電子成品展。在電子產業迅速發展的局勢之下，2005年先是將零組件與電子成品兩展覽合而為一，恢復成整體展，隔年（2006年），春季展也和光電展整併，另行組成數位電子展與車用電子展，以因應電子產業發展的潮流，甚至在同年六月，首度將展覽移師泰國進行巡迴展出，藉以推銷與交流台灣與各國電子產業。
目前，在秋季正式展進行前，分支主題展僅有車用電子展，在每年四月，結合汽車零配件展與機車產業展同檔期展出，而眾所皆知的「台北國際秋季電子展覽會」，就是此項展覽，在展覽期間，貿協也會針對RFID、太陽能、寬頻網路等主題進行獨立展示。

## 展覽基本內容
註：由於貿協亦將本展覽移師海外，因此部份區域會因地制宜，且各年度之狀況不盡相同，請以貿協公布之資料（展覽 背景 與 簡介）作準。

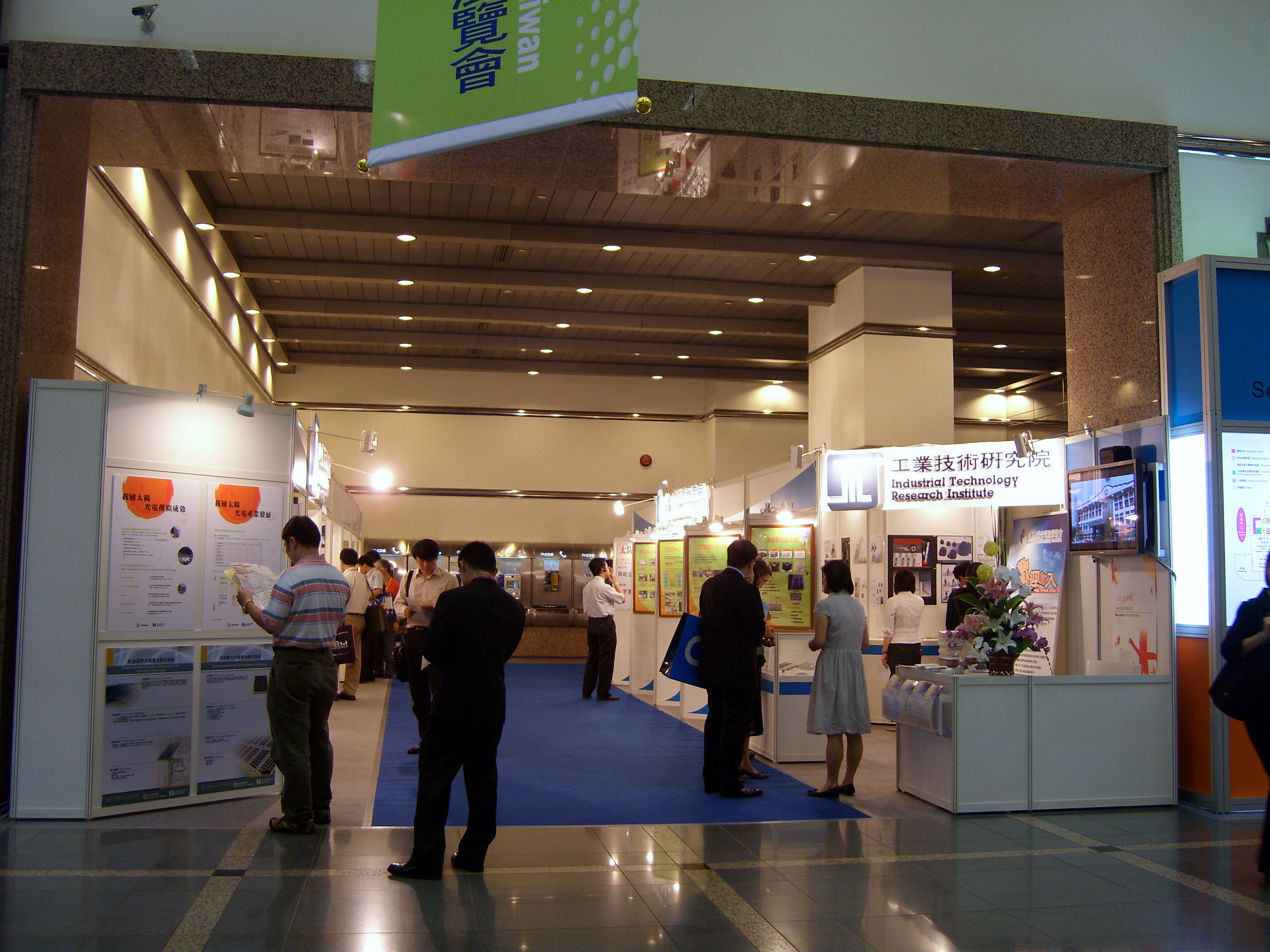
配合電子展同步進行的其中一項主題展─台灣國際太陽光電論壇暨展覽會。

- 基本分區：電子零組件、消費電子、電腦及網路、儀器儀表、安全監控器材、車用電子、醫療電子、電機暨產業設備、電線電纜、電源設備、外銷媒體、產業認證、海峽兩岸區。
- 週邊活動：產業研討會、歡迎酒會、展前記者會、創新設計產品徵選。
- 主題展覽：自2008年起，除電子展外，在世貿館與南港館，亦有不同之主題展進行─
  - 台灣國際RFID應用展：射頻識別相關應用與零配件，此展覽自2007年起首辦，2008年起隨電子展一同在南港館展出。
  - 台灣國際寬頻網路通訊展：延伸自電子展的「寬頻通訊主題館」，2008年起自電子展中獨立成單一展覽，主要以網路通訊設施與產業應用為展覽主題，隨電子展一同在南港館展出。
  - 台灣國際太陽光電論壇暨展覽會：2006年起首辦（當時不包含展覽），展出內容包含太陽能面板、產業相關應用等，但該展覽是在台北世界貿易中心進行。

### 設計相關活動
電子展創新產品獎是源於台北國際專業展中，貿協選定指標性大展進行，獲得業界重視後，2007年於本展覽首辦，依照創新性（設計創新）、市場性（市場競爭力）、環保性（環保與節能概念）、安全性（品管與使用上的安全）、功能性（產品特色）等五大元素，分成電子成品與電子零組件兩組，進行選拔。
與此同時，貿協為了向國際買主，展示台灣形象，除了原有的台灣精品專區外，亦選在2007年，加入了德國國際論壇設計的得獎作品主題區，以利資通產業，與國際接軌。

## 展覽演變

### 台北

#### 起步時期（1974年─1978年）
早期的電子產業，向來影響外銷產業甚鉅，但在1974年，選定中華體育館（現已不存在）作為展覽開幕的同時，電子產業在台灣的發展，一度遇上經濟不景氣的寒冬。
當時的經濟部長張光世，眼見經濟導致的產業發展問題，就呼籲產業開發新款零組件、加強技術研發、開闢新外銷市場、與穩固家用電子，加強醫療、電信等設備，藉以扶植台灣的電子產業。
隨著電子產業的蓬勃發展，並歷經多次的展場轉換下，這項展覽直到1979年，搬入松山機場的外貿協會展覽館後，才漸趨穩定。

#### 松山展覽館時期（1979年─1985年）
自從展覽在1979年起，搬入松山機場的貿協展覽館後，外國廠商參與的機會也大幅提升，1980年，包含英國、美國、日本、德國、新加坡、荷蘭、丹麥、瑞士、義大利、加拿大、香港等十一國，就派出了95家業者參與這項展覽，此外，歐陸的東德、南斯拉夫、波蘭、捷克、匈牙利、羅馬尼亞、保加利亞、阿爾及利亞、蘇俄等國，亦組成採購團參觀這項展覽，也是這項展覽聲名歐洲的重要關鍵。
由於參展登記都要親自到台灣區電工器材工業同業公會（也就是現在的台灣區電機電子工業同業公會）進行排隊的關係，使得中南部的本土廠商，在1983年，抗議制度不公與展覽劃分的問題，因此，兩大主辦單位也在同年度展覽結束時，宣佈自次（1984）年的展覽起，改以郵寄通訊的方式進行報名，並重新進行展覽區域劃分，免除了一發不可收拾的局面。

#### 世貿展覽館時期（1986年─2007年）
隨著技術的進步，加上貿協在後期，積極尋求專門的會展場地，因此，在台北世界貿易中心於1986年落成並啟用後，電子展也得以在當年，延伸到台北世貿中心進行展示。隔（1987）年，貿協一度考量到參展爆炸的關係，又重新恢復啟用松山機場展覽館，使得當年的電子展，開啟雙展館同步展出的首例，但松山、世貿的雙展館模式，一直持續到1992年，展覽空間仍舊嚴重地不足。
1993年，主辦單位還租用了台北國際會議中心，作為展覽的場地，在當時，形成松山、世貿、會議中心三展館同步展出的局面；雖然，1994年、1995年，貿協改以世貿與會議中心的雙展館模式，進行展出，但在1996年，因為交通部民航局宣布要將該展館收回，整建成第二航廈的關係，使得電子展的松山、世貿雙展館模式，也在當年展覽結束後，成為絕響，進而使得該展覽，成為在松山機場外貿協會展覽館展出的最後一個展覽。
展覽規模的不足，加上松山機場展覽館被收回，以及香港、中國搶在秋季舉辦同性質展覽的關係，這項在台北舉行的電子展，變相地開始走下坡，因此，貿協眼見局勢不利於台灣電子產業的局面下，決定自1998年起，以專業分工之型式，將秋季電子展劃分成「電子成品展」與「電子零組件暨設計展（又一說為設備展）」，以改善展覽規模不足之問題，此一形式，持續到2004年與2005年，有了重大的轉變。

##### 分季展的始末（1986年─2007年）

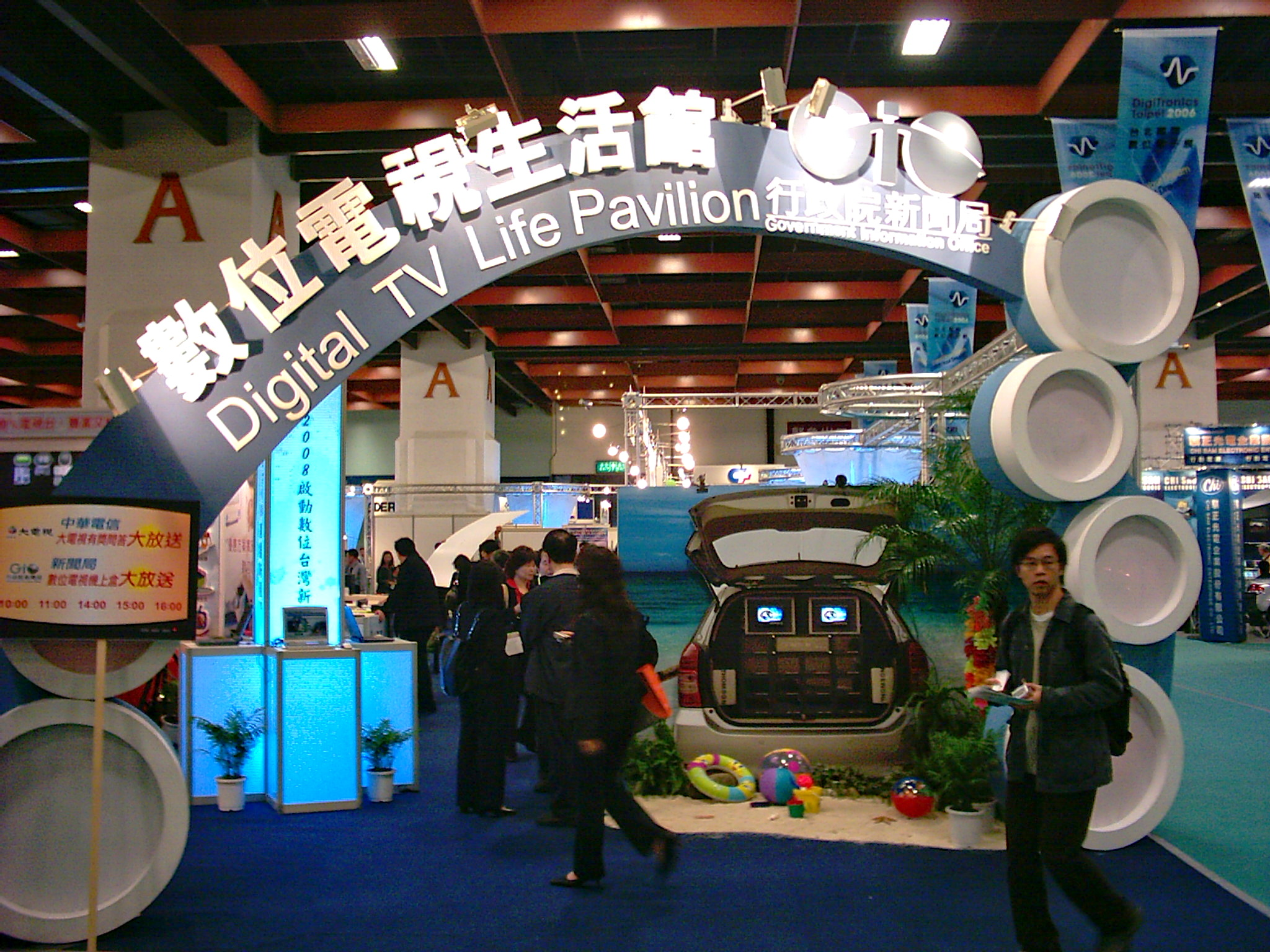
曾經曇花一現，在春季進行的台北國際數位電子展，此為開辦時的數位電視生活館。

在電子展正式進駐台北世貿前，電子展外的第一個主題展─電工器材展，則先於1986年3月舉辦，當時，主辦的貿協與電電公會希望能藉由市場導向的不同，吸引國內消費者與國際買主採購資訊電子、電機、電器等商品，這一辦理，就辦了八年。直到1994年，電工器材展因為產業的轉變，以及展覽性質重疊之關係，該展覽遂改制成「春季電子展」。雖然「電工器材展」一名已消失，但這也是自1986年至2005年以來，電子展分成春季展與秋季展的主要原因。
正當春季電子展的走向漸趨穩定後，科技的進步帶動了生活的便利，2000年，台灣的光電產業正開始崛起，DVD成為當時的熱門話題，在工業技術研究院的大力推展下，春季電子展的DVD專區，也為後來在隔年（2001年）的台北國際光電展開啟新的曙光。
然而，貿協的光電展一舉辦，卻傳出與光電科技工業協進會的「台北國際光電週」鬧出雙胞的爭議，雖然貿協在2002年，宣布將光電展與春季電子展合併展出，並於2006年，改制成數位電子展與車用電子展。但最終，因為產業走向的改變，加上多項專業展覽的路線已有大幅改變的關係，春季的展覽，到目前，只剩下車用電子展，得以與汽車零配件展、機車展，在同一時期展出，並延續至今，儘管數位電子展，也曾在2006年與2007年，曇花一現。

##### 電信展由盛轉衰（1992年─2006年）

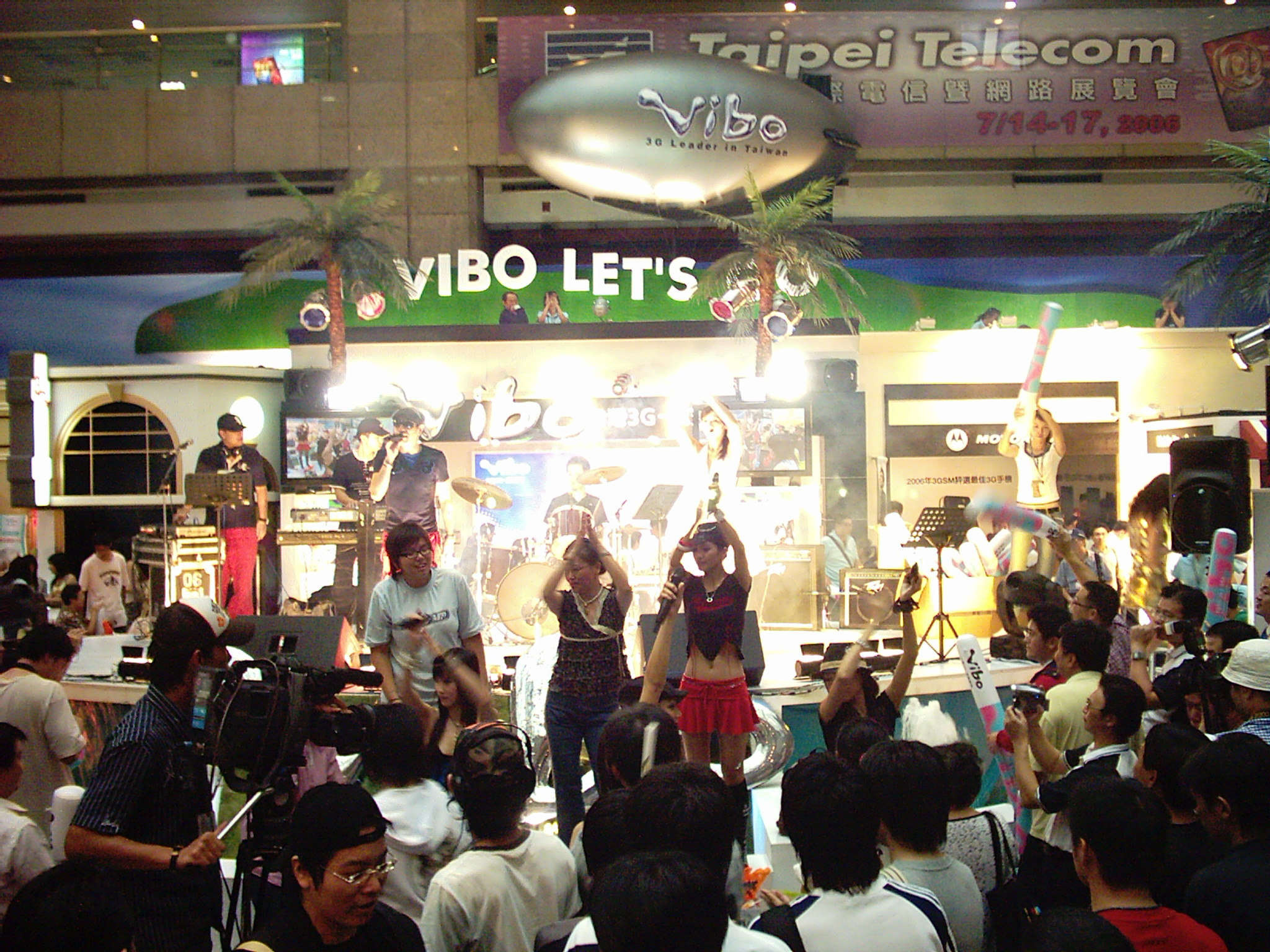
本土廠商的舞台活動所衍伸出的形象問題，是電信展走向失焦的最大敗筆。

繼電工器材展在1986年開辦之後，第二個主題展─台北國際電信展（後期稱電信暨網路展）也在外國廠商的支持，加上當時的交通部電信總局局長李炳耀，宣布在1991年—2000年間，每年投資新台幣六百億發展電信產業的局面下，得以應運而生。
以拓銷電信產業為主力的電信暨網路展，一直到了2000年開始走下坡，先是國內業者的宣傳手段，所形成的「菜市場」形象，遭到外商的強烈抨擊，再來是2003年取消「禁止零售」的命令，讓純外銷展變成混合式展覽，使得展覽的走向嚴重失衡。
在國內外大廠紛紛取消參展的計畫下，這項展覽終於在2006年結束後遭到台北市電腦公會的收回，而正式走入歷史；取而代之的，則是（電腦）公會在2007年舉辦的台北WiMAX Forum展會與亞洲IP電信展。

#### 展望南港展覽館（2008年）
在台北國際自行車展，成為南港展覽館開幕以來，第一個進行的展覽後，眾多國際大展就有非常好的機會，進駐該展覽，因此，經歷多番考量後，貿協的副秘書長葉明水，也在2008年台北國際電腦展的資通明星展記者會中，宣布要將電子展正式移入南港館，以穩定電子展的亞洲指標地位。

### 海外展

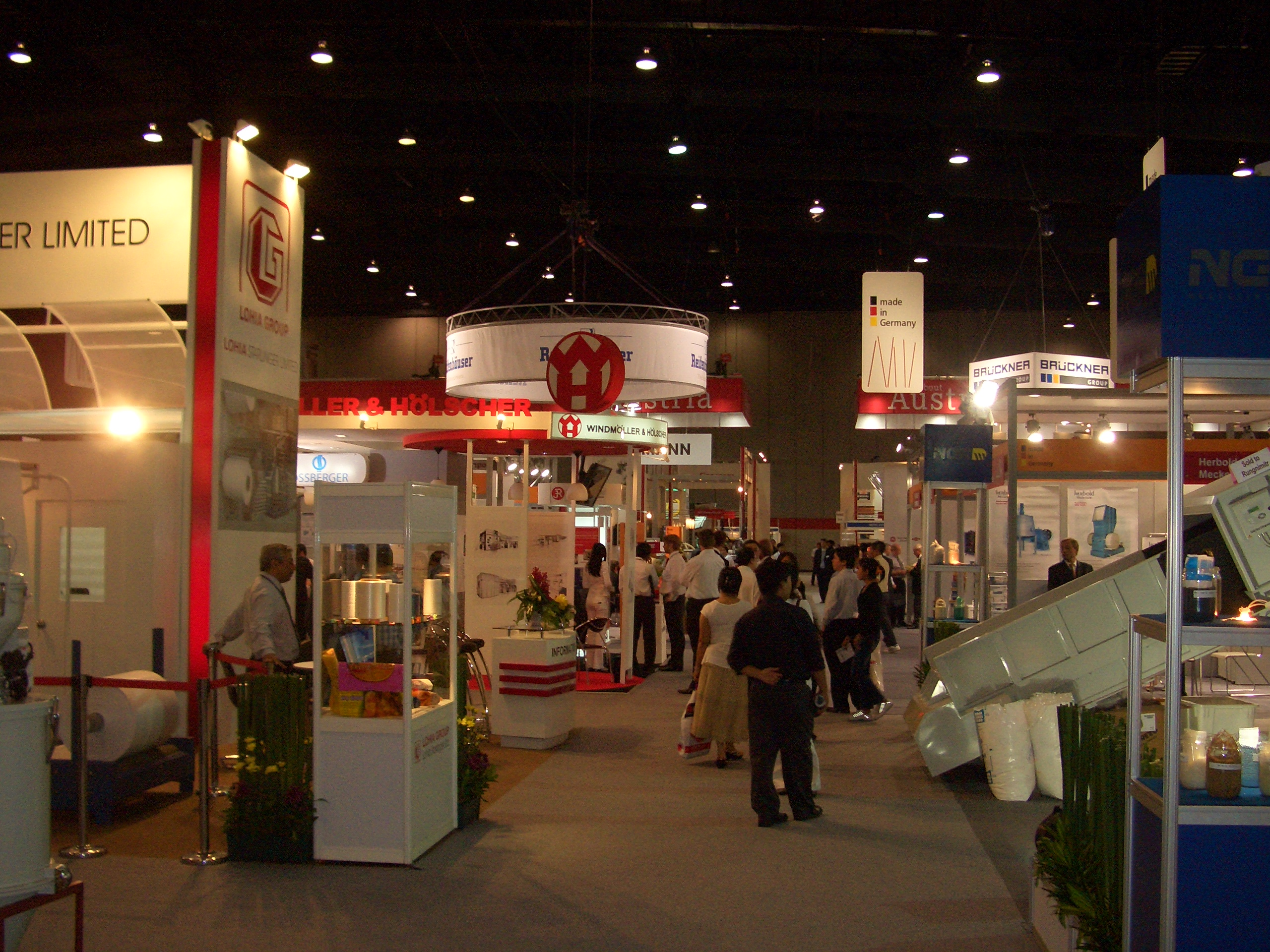
泰國的曼谷國際會展中心

有別於在台灣進行的展覽，電子產業雖然是主力，但是，資通產業也成為貿協舉辦海外展時，另一個拓展的重要目標，自2006年起的泰國電子展，資通產業也在海外的電子展中發揚光大。

#### 泰國
2006年，東亞區域正進行整合，又逢東南亞國協（印尼、泰國、新加坡、菲律賓、馬來西亞、汶萊、越南、寮國、緬甸、柬埔寨）正考慮取消電子產品、電子商務、汽車等產品的關稅，來帶動市場發展的局勢，以及東協加一與東協加三，可能形成經濟發展圈的局面下，汽車與電子相關產業，將有大幅發展的空間，因此，貿協選在東協取消關稅的前夕，至泰國的曼谷國際會展中心（BITEC）進行海外展。

#### 印度
印度係屬金磚四國之列，在南亞可謂經濟發展之重要核心，軟體研發與服務業，則是當地的強項，甚至，部份業者也選在印度設置據點。自從2006年首度延伸海外展到泰國後，貿協與電電公會，選在2007年，仿照泰國模式，在印度的清奈貿易中心舉辦這項展覽，而在展覽前夕，貿協也特別設立了清奈辦事處，藉以協助台灣的產業，在印度拓展商機。

## 分支展覽

### 現有展覽
- 台北國際車用電子展覽會（2006年1─）
- 台灣國際太陽光電論壇暨展覽會（2006年2─）
- 台灣國際RFID應用展（2007年─）
- 台灣寬頻通訊展（2008年─）

### 已停辦或改制之展覽
- 台北國際電工器材展3（1986年─1993年）
- 台北國際電子零組件展4（1998年─2004年）
- 台北國際電子成品展4（1998年─2004年）
- 台北國際春季電子展（1994年─2005年5）
- 台北國際光電展（2001年6─2005年1）
- 台北國際電信暨網路展覽會（1992年─2006年7）
- 台北國際數位電子展（2006年1、2007年8）

## 外部連結
- 寬頻通訊網路展 （页面存档备份，存于）
- RFID應用展
- 太陽光電展：2010年 論壇 與 展覽 （页面存档备份，存于）